# Анастас Герджиков
Анастас Георгиев Герджиков е български класически филолог и университетски преподавател, професор доктор на филологическите науки. От 2015 г. до 2023 г. е ректор на Софийския университет. Кандидатира се за президент на изборите през 2021 г.

## Биография
Роден е на 28 февруари 1963 г. в Кърджали. По-късно семейството му се премества в София, където родителите му стават преподаватели в Софийския университет – проф. дпн Мария Герджикова, специалистка по методика на обучението по литература, и доц. д-р Георги Герджиков, специалист по съвременно българско езикознание. През 1982 г. завършва Националната гимназия за древни езици и култури. През 1984 – 1985 г. следва класическа филология в Софийския университет. През следващата година продължава следването си в Хумболтовия университет в Берлин, където през 1990 г. завършва магистратура с дипломна работа на тема „Аристотеловата критика на Платоновите политически произведения“.
От 1990 г. е хоноруван, а от 1991 г. е редовен асистент по латински език в Софийския университет. През 1994 г. специализира в Австрия със стипендия на Австрийската служба за академичен обмен, а през 1997 г. – в Германия със стипендия на Германската служба за академичен обмен. През 2001 г. защитава дисертационен труд „Понятието clementia в традицията на римската литература от периода на републиката и идеологията на ранния принципат“. От 2004 г. е доцент по антична литература с хабилитационен труд „Образът на владетеля в корпуса на латинските панегирици“. През 2006 г. получава научната степен „доктор на филологическите науки" с дисертационен труд „Огледалото на владетеля. Възникване и развитие на жанра Speculum regale в Античността и Ранното средновековие". От 2008 г. е професор по антична и средновековна литература с хабилитационен труд „Развитие на жанра Speculum regale през ХII и XIII в.“.
Води лекции по латински език – фонетика и фонология, морфология, синтаксис и римска литература в катедра „Класическа филология“ на Софийския университет.
Научните му интереси са в областта на римската литература и политическата теория на Античността и Средновековието. Автор е на четири монографии и на над четиридесет студии и статии в областта на античната литература и на регламентацията на висшето образование. Автор е на първия превод на български на Аристотеловата „Политика“.
В периода 2001 – 2003 г. е заместник-министър на образованието и науката, през 2007 – 2008 г. е управител на Фонд „Научни изследвания“, а от 2007 до 2010 г. е член на специализирания съвет по литературознание при Висшата атестационна комисия.
На местните избори през 2007 г. се кандидатира за кмет на община „Надежда“ от името на Съюз БГ-ПП „Движение „Гергьовден“, ПП „Новото време“, ПП „Земеделски народен съюз“, като спечелва 203 гласа или 1,06% и остава на 9 място по брой гласували за него от общо 18 кандидати.
В периода 2010 – 2011 г. е заместник-ректор на Софийския университет за акредитация и научна дейност. От 2011 до 2014 г. е заместник-ректор на Софийския университет за учебната дейност – докторанти и продължаващо обучение. На 17 ноември 2015 г. е избран за ректор на Софийския университет „Св. Климент Охридски“. На 20 ноември 2019 г. е преизбран за ректор.
Обявява кандидатурата си за президент на България на 30 септември 2021 г., но не отговаря на въпроса кой е предложил кандидатурата му. На 3 октомври Инициативен комитет го издига за кандидат-президент, а полковник Невяна Митева за кандидат-вицепрезидент като независими; ГЕРБ обявява подкрепата си за него. На 8 октомври подкрепа обявява и БЗНС с председател Николай Ненчев, военен министър във второто правителство на Бойко Борисов. На 21 ноември 2021 г. в кандидатпрезидентския балотаж губи от досегашния президент – генерал Румен Радев. В тандем с Невяна Митева успяват да спечелят 733 791 гласа. За победителите Румен Радев и Илияна Йотова съответно гласуват 1 539 650 души.
Член е на редакционната колегия на Стратегии на образователната и научната политика и на Bulgarian Journal of Science and Education.
Владее английски, немски, френски и руски език. Научните му интереси са в областта на античната и средновековна литература, философия и политическа мисъл. Автор е на статии в български и чужди списания и сборници, на монографии, както и на първия български превод на Аристотеловата „Политика”. 
Сред любимите автори са Аристотел, Достоевски и Астрид Линдгрен. Голям почитаел е на „Пинк Флойд“, на Моцарт и на Малер. Женен е за проф. Виолета Герджикова, преподавателка във Факултета по класически и нови филологии на Софийския университет, от която има син Георги, възпитаник на Класическата гимназия и преподавател в СУ.

## Публикации
Книги и монографии
- Clementia. Образът на принцепса в римската литература и идеологията на ранния принципат. София: Университетско издателство „Св. Климент Охридски“, 2004, ISBN 954-07-2028-1
- Възникване и развитие на жанра Speculum regale в античността и ранното средновековие. София: „Кармен 2005“, 2006
- Качествата на императора според корпуса на латинските панегирици. София: Изток-Запад, 2007, ISBN 978-954-321-326-9
- Развитие на жанра Speculum regale през XII и XIII век. София: „Кармен 2005“, 2007

Студии и статии
- Aristoteles’ Kritik an Platons politischen Schriften. – В: Helikon, 31–32, 1991–1992, Roma 1993.
- Понятието „clementia” в римската република. – В: Jubilaeus III. Сборник в памет на проф. Борис Геров. София 2000, 63–74.
- Структура и цел на I книга на Аристотеловата „Политика”. – В: ΣYMPOΣION, или Античност и хуманитаристика. Изследвания в чест на проф. Богдан Богданов. София 2000, 64–74.
- Сто години от рождението на проф. Бешевлиев – В: Jubilaeus IV. Сборник в памет на чл. кор. Веселин Бешевлиев, 2000
- Трябва ли владетелят да е sapiens? – В: Jubilaeus V. Сборник в чест на проф. Маргарита Тачева. София 2002, 101–108.
- Преводна рецепция на античната литература в България в периода 1918–1944 г. – В: Преводна рецепция на европейските литератури в България. Том 3. Класическа литература. София 2002, 37–54.
- Ad unum deferenda omnia. Идеологическото обосноваване на едноличната власт в речта на Цицерон „De imperio Gnei Pompei”. – В: Cultura animi. Изследвания в чест на Анна Николова. София 2004, 165–177.
- Целта на съветите на Агапит към Юстиниан в контекста на традицията на жанра „Огледало на владетеля”. В: Mediaevalia Christiana 1: Власт, образ, въобразяване. София, 2005, 38–53.
- Новият Закон за висшето образование – жалони и детайли – В: сп. „Критика и хуманизъм“, том 21, бр. 1, 2006, с. 23-33
- Речта на Евмений към Констанций I за възстановяването на школата в Августодун – В: Mediaevalia Christiana 2: Средновековен урбанизъм. София, 2007, 47–53.
- Проблеми в регламентацията на висшето образование – В: Стратегии на образователната и научната политика, бр. 2, 2007
- Композиция и цел на произведението на Сенека „De clementia“ – В: Годишник на Софийския университет „Св. Климент Охридски“, 2007
- Образът на добрия владетел в корпуса на латинските панегирици – В: Societas classica: култури и религии на Балканите, в Средиземноморието и Изтока, том:2, бр. 1, 2007, с. 251-268
- Образът на идеалния принцепс в Панегирика на Траян на Плиний Млади. – В: Годишник на Софийския университет „Св. Климент Охридски”, т. 97-98, София 2008, 65-99
- Идеалът за владетел в творчеството на Изидор от Севиля – В: Годишник на Пловдивския университет, 2008
- Акредитация срещу рейтинги – с кое какво да измерваме – В: сп. „Критика и хуманизъм“, том:36, бр. 1, 2011, с. 47-57
- Общественият договор и правото на съпротива – В: Наука, том 24, бр. 1/2014, с. 4 – 8
- Идеята за свързващата верига на общността и обществото в края на римската република и в ранния принципат – В: Разширяването на света. Изследвания в чест на професор Богдан Богданов, ред. Веселина Василева, Георги Гочев, Изд. на Нов български университет, 2015
- Lorem ipsum. Еволюцията на печатните медии през призмата на един безсмислен текст – В: Образование и медии. Сборник в чест на проф. д-р Владимир Атанасов, 2020, с. 78-90

Учебна литература
- Помагало за учителя по правата на човека, Институт за универсално обучение, София, 2001 (в съавторство)
- Антична икономическа мисъл. Христоматия (Платон, Ксенофонт, Аристотел, Цицерон), Пловдив, 2006 (с Георги Гочев)
- Образование срещу корупцията. Материали в помощ на учителя. Сдружение „Център за образователни иницативи“, София, 2007 (в съавторство)

Преводи
- Аристотел, Политика. София: Фондация „Отворено общество“, 1995